# HarvestPlus

HarvestPlus (Récolter plus) est une organisation non gouvernementale (ONG) qui coordonne des initiatives de lutte contre la malnutrition à travers le développement et la distribution de variétés agricoles plus riches en nutriments.
HarvestPlus a été créée à l'initiative du Groupe consultatif pour la recherche agricole internationale (CGIAR). Cette organisation, coordonnée par le Centre international d’agriculture tropicale (CIAT) et l'Institut international de recherche sur les politiques alimentaires (IFPRI), est une alliance mondiale d'institutions de recherche et d'agences d'exécution qui travaillent ensemble à la sélection et à la diffusion de plantes cultivées améliorées afin de procurer une meilleure nutrition dans les pays en développement.